# David di Donatello al millor actor protagonista
El premi David di Donatello al millor actor protagonista (en italià: David di Donatello per il miglior attore protagonista) és un premi de cinema que anualment atorga l'Acadèmia del Cinema Italià (ACI, Accademia del Cinema Italiano) per reconèixer la destacada interpretació en un paper principal de un actor masculí en una pel·lícula italiana estrenada l'any anterior a la cerimònia. El premi es va donar per primera vegada el 1956 i es va convertir en competitiu el 1981.

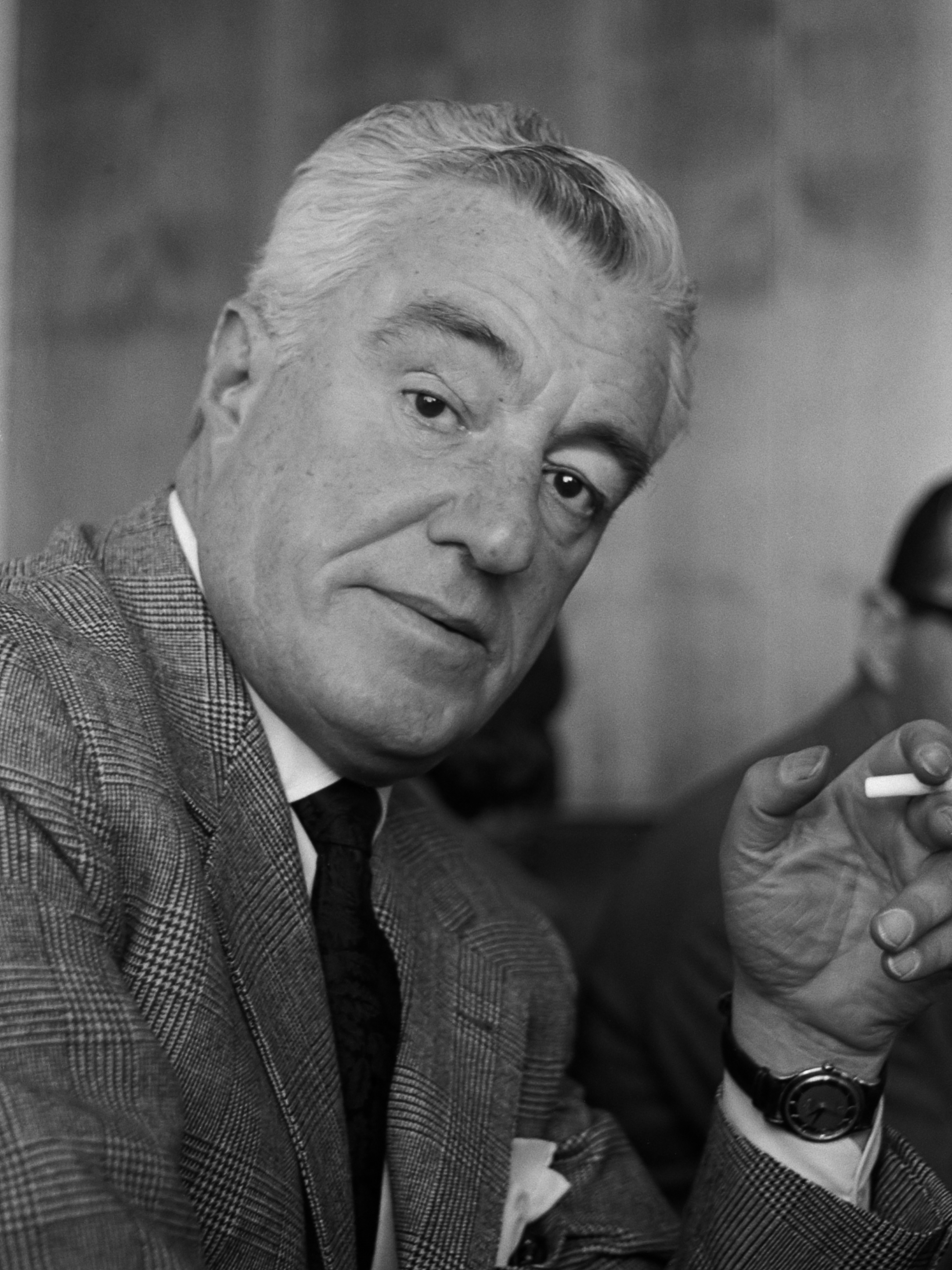
Vittorio De Sica fou el primer guanyador per Pane, amore e... (1955).

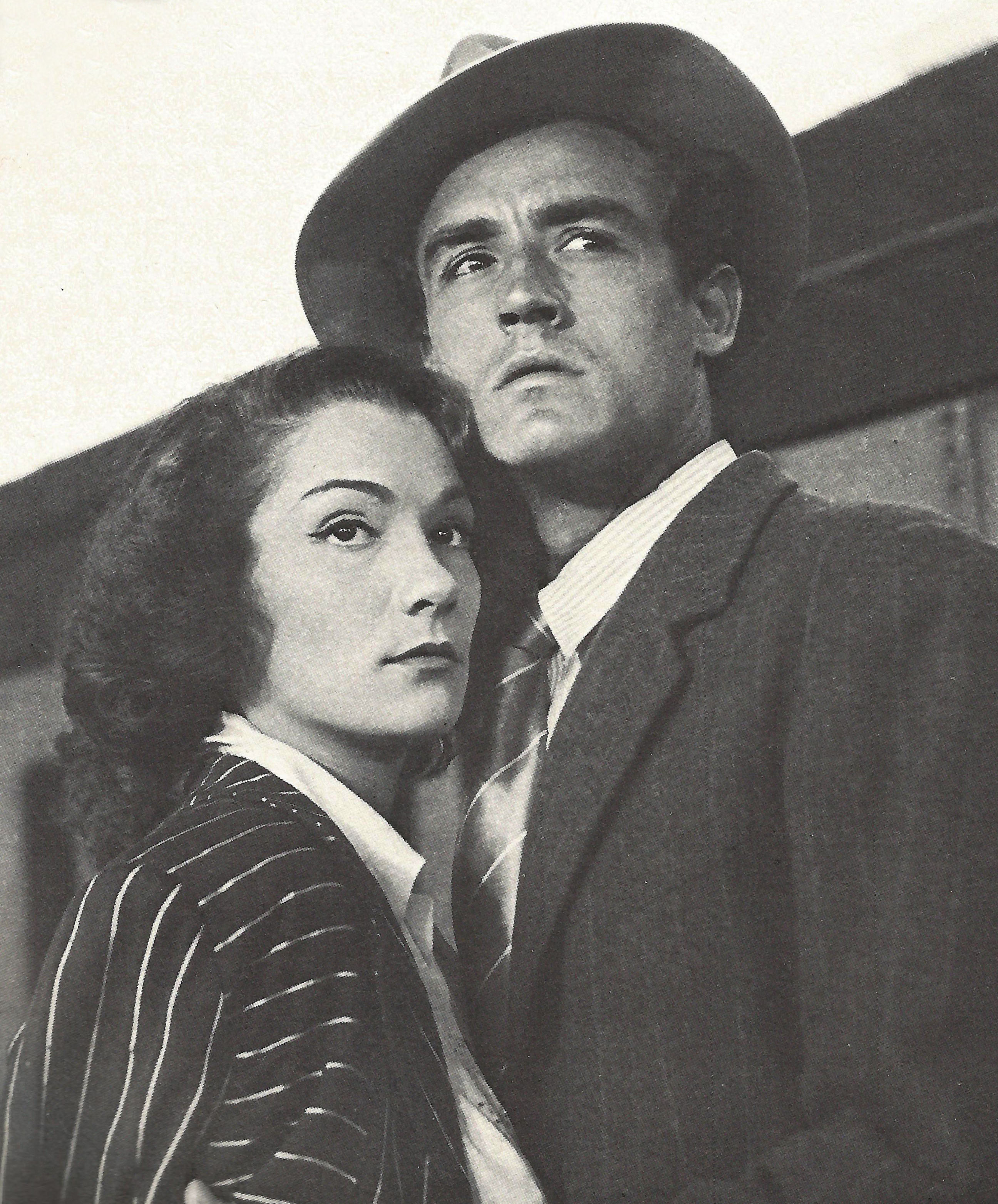
Vittorio Gassman (dreta) és un dels dos únics actors que va guanyar el premi set vegades, de La grande guerra (1959) a La famiglia (1987).

Alberto Sordi va guanyar el premi set vegades de vuit nominacions, un dels dos únics actors que ho va aconseguir, guanyant pels seus papers en pel·lícules de La grande guerra (1959) a Un borghese piccolo piccolo (1977).

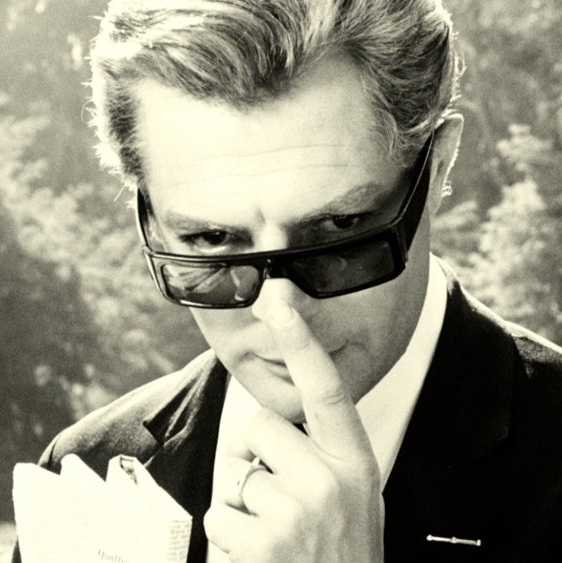
Marcello Mastroianni va guanyar el premi cinc vegades de sis nominacions, la primera vegada pels seus múltiples papers a Ahir, avui i demà (1963).

Vittorio Gassman i Alberto Sordi són els que han aconseguit el rècord en aquesta categoria amb set premis cadascun, seguit de Marcello Mastroianni amb cinc.

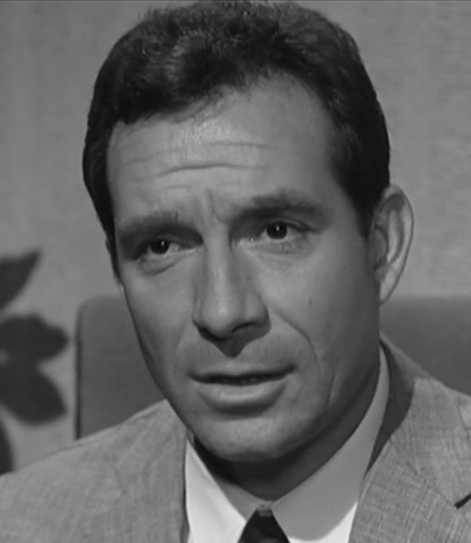
Ugo Tognazzi va guanyar el premi tres vegades, pels seus papers a L'immorale (1967), La califfa (1970), i Amici miei (1975).

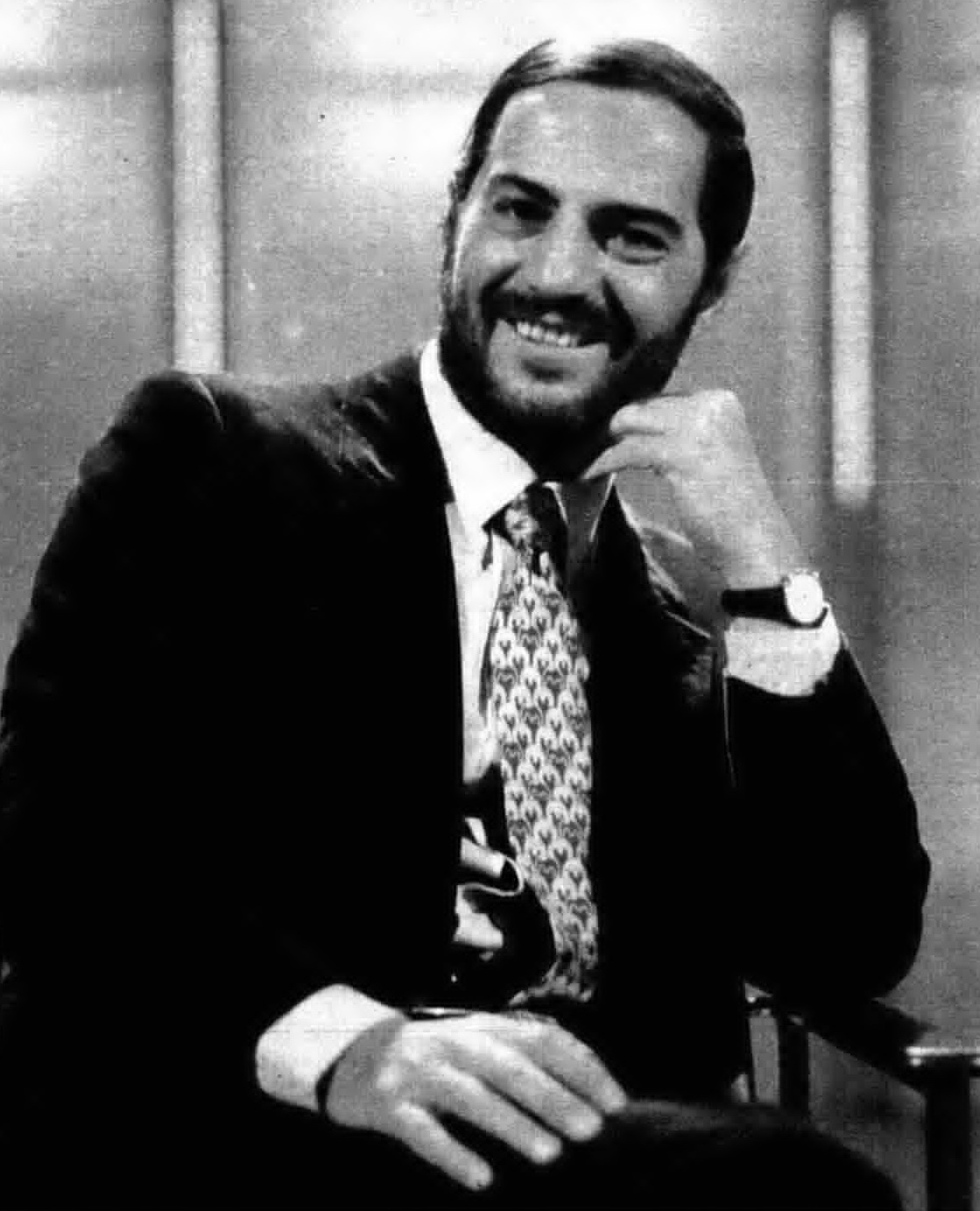
Nino Manfredi va guanyar el premi quatre vegades del 1969 al 1978, pels seus papers a Vedo nudo (1968), Nell'anno del Signore (1969), Pane e cioccolata (1973) i In nome del Papa Re (1977).

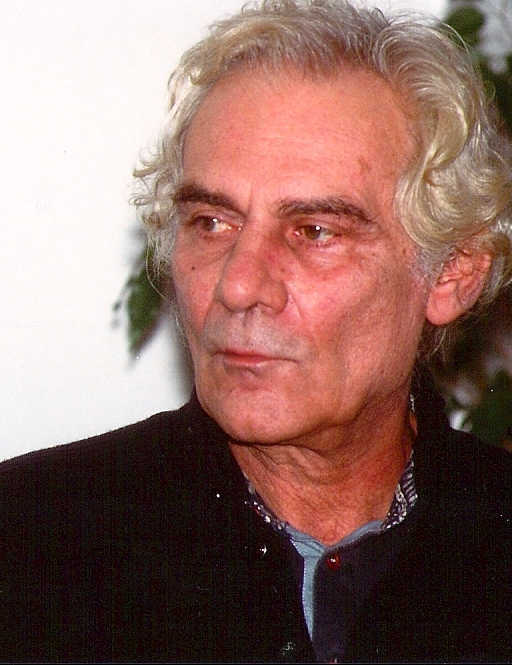
Gian Maria Volonté va guanyar dos vegades per Investigació sobre un ciutadà (1970) i Porte aperte (1990), i en fou nominat quatre més.

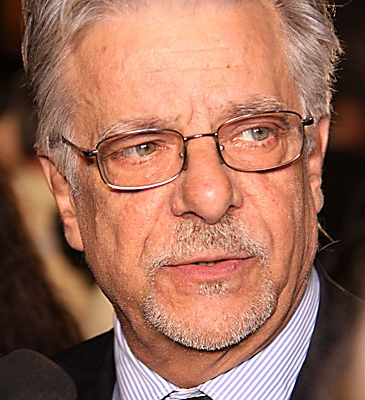
Giancarlo Giannini va guanyar quatre premis de set nominacions, des del 1971 per Mimì metallurgico ferito nell'onore a 2001 per Ti voglio bene Eugenio.

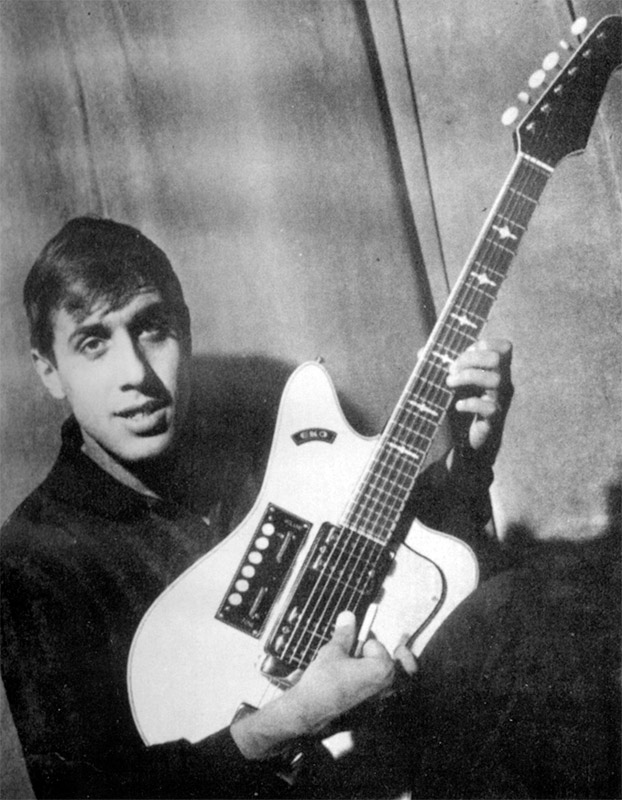
Adriano Celentano va guanyar dos cops del 1976a 1980.

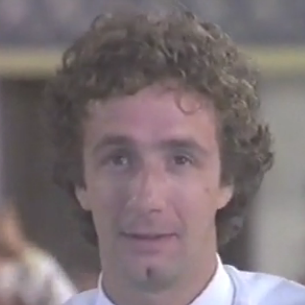
Francesco Nuti va guanyr dos cops per Io, Chiara e lo Scuro (1982) i Casablanca, Casablanca (1985).

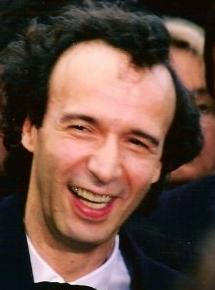
Roberto Benigni va guanyar el premi pels seus papers a Il piccolo diavolo (1989) i La vida és bella (1997), amb el qual va guanyar l'Oscar al millor actor.

Els candidats i els guanyadors són seleccionats per votació secundària per tots els membres de l’Acadèmia.

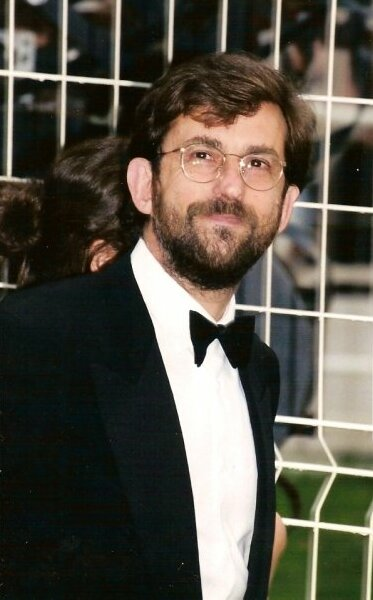
Nanni Moretti va guanyar només una de les vuit nominacions pel seu paper a Il portaborse (1991).

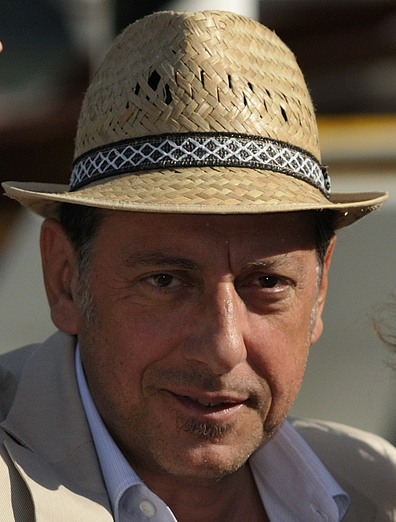
Sergio Castellitto va guanyar dos cops pels seus papers a Il grande cocomero (1992) i Non ti muovere (2004), i en fou nomenat sis vegades.

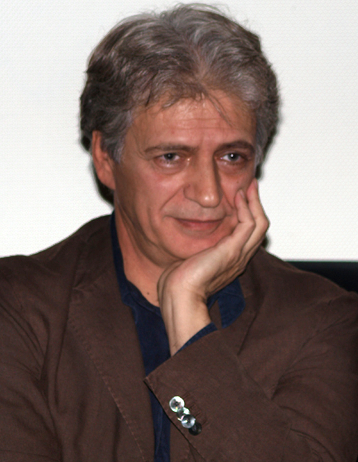
Fabrizio Bentivoglio va guanyar només una de sis nominacions pel seu paper a Testimone a rischio (1996).

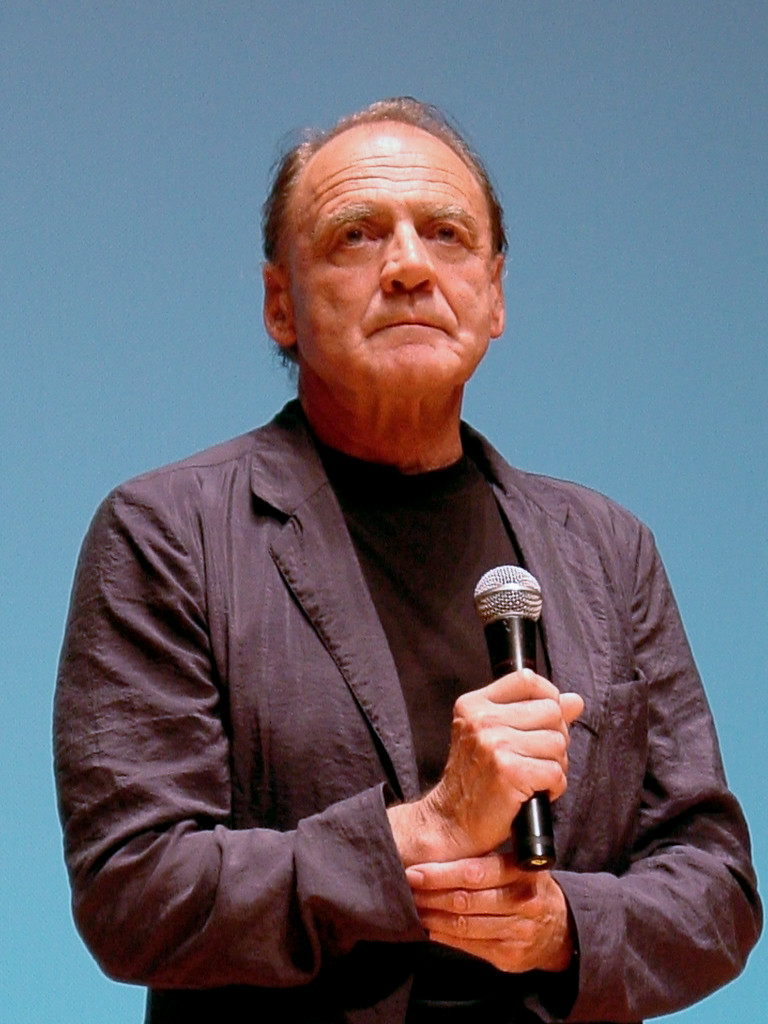
Bruno Ganz va guanyar el premi el 2000 pel seu paper a Pane e tulipani, el primer actor no italià en guanyar.

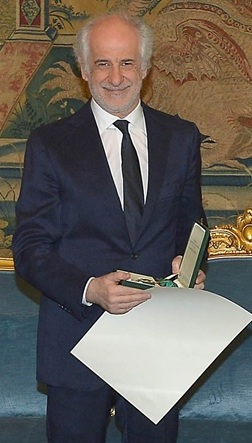
Toni Servillo va guanyar el premi quatre vegades de vuit nominacions, per Le conseguenze dell'amore (2004), La ragazza del lago (2007), Il divo (2008), i La grande bellezza (2013).

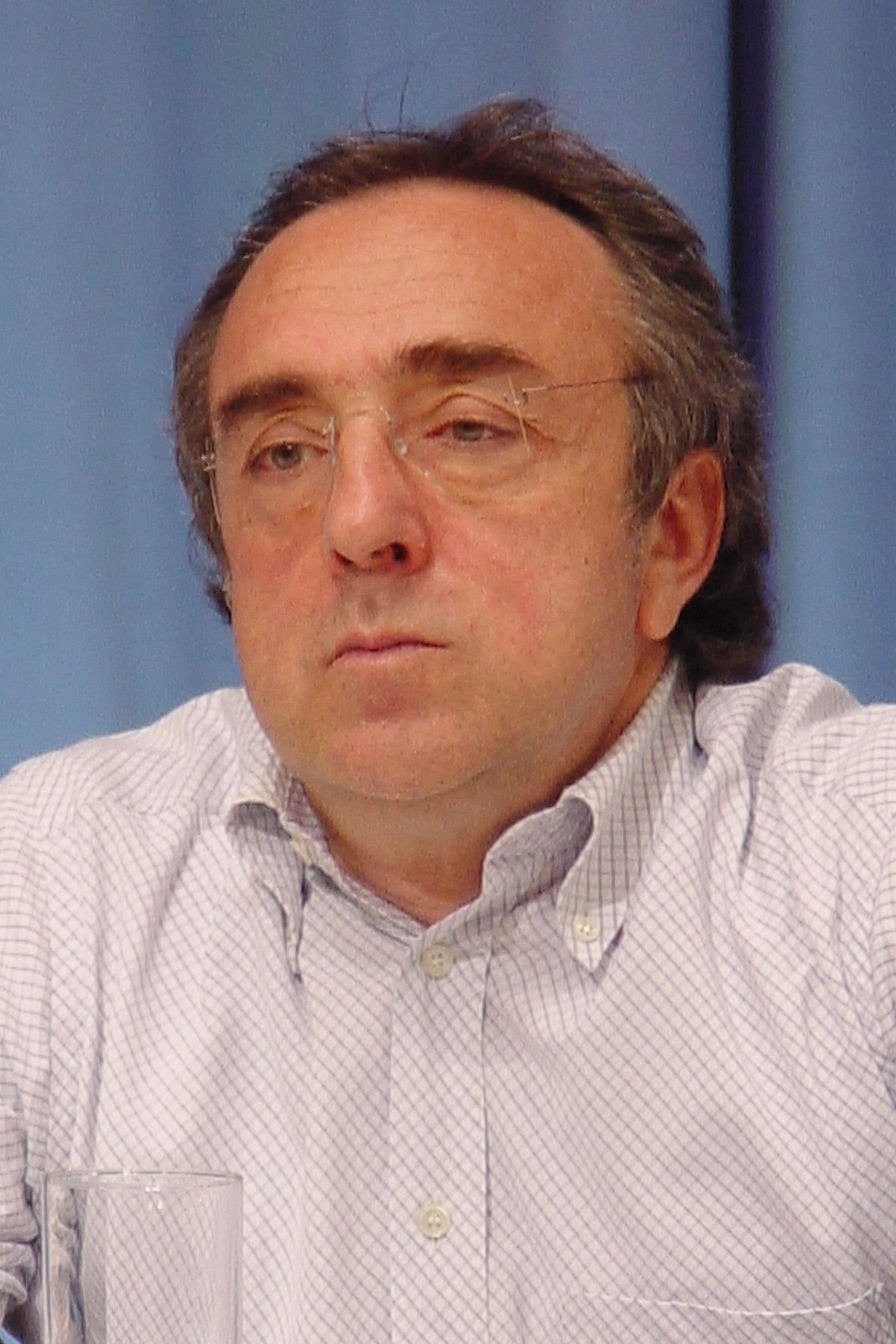
Silvio Orlando va guanyar el 2006 pel seu paper a Il caimono després de set nominacions.

## Guanyadors
Els guanyadors del premi han estat:

### Anys 1956-1959
- 1956: - Vittorio De Sica per Pane, amore e...
- 1957: - No atorgat
- 1958: - No atorgat
- 1959: - No atorgat

### Anys 1960-1969
- 1960: - Vittorio Gassman i Alberto Sordi per La grande guerra
- 1961: - Alberto Sordi per Tutti a casa
- 1962: - Raf Vallone per A View from the Bridge
- 1963: - Vittorio Gassman per Il sorpasso
- 1964: - Marcello Mastroianni per Ieri, oggi, domani
- 1965: - Vittorio Gassman per La congiuntura i Marcello Mastroianni per Matrimonio all'italiana
- 1966: - Alberto Sordi per Fumo di Londra
- 1967: - Vittorio Gassman per Il tigre i Ugo Tognazzi per L'immorale
- 1968: - Franco Nero per Il giorno della civetta
- 1969: - Alberto Sordi per Il medico della mutua i Nino Manfredi per Vedo nudo

### Anys 1970-1979
- 1970: - Gian Maria Volonté per Indagine su un cittadino al di sopra di ogni sospetto i Nino Manfredi per Nell'anno del Signore
- 1971: - Ugo Tognazzi per La Califfa
- 1972: -  Giancarlo Giannini per Mimì metallurgico ferito nell'onore i Alberto Sordi per Detenuto in attesa di giudizio
- 1973: - Alberto Sordi per Lo scopone scientifico
- 1974: - Nino Manfredi per Pane e cioccolata
- 1975: - Vittorio Gassman per Profumo di donna
- 1976: - Ugo Tognazzi per Amici miei i Adriano Celentano per Bluff - Storia di truffe e di imbroglioni
- 1977: - Alberto Sordi per Un borghese piccolo piccolo
- 1978: - Nino Manfredi per In nome del Papa Re
- 1979: - Vittorio Gassman per Caro papà

### Anys 1980-1989
- 1980: - Adriano Celentano per Mani di velluto
- 1981: - Massimo Troisi per Ricomincio da tre
  - Michele Placido per Fontamara
  - Carlo Verdone per Bianco, rosso e Verdone
- 1982: - Carlo Verdone per Borotalco
  - Alberto Sordi per Il marchese del Grillo
  - Beppe Grillo per Cercasi Gesù
- 1983: - Francesco Nuti per Io, Chiara e lo Scuro
  - Johnny Dorelli per State buoni se potete
  - Marcello Mastroianni per Il mondo nuovo
- 1984: - Giancarlo Giannini per Mi manda Picone
  - Nanni Moretti per Bianca
  - Francesco Nuti per Son contento
- 1985: - Francesco Nuti per Casablanca, Casablanca
  - Michele Placido per Pizza Connection
  - Ben Gazzara per Uno scandalo perbene
- 1986: - Marcello Mastroianni per Ginger e Fred
  - Nanni Moretti per La messa è finita
  - Francesco Nuti per Tutta colpa del paradiso
- 1987: - Vittorio Gassman per La famiglia
  - Diego Abatantuono per Regalo di Natale
  - Gian Maria Volonté per Il caso Moro
- 1988: - Marcello Mastroianni per Oci ciornie
  - Philippe Noiret per Gli occhiali d'oro
  - Carlo Verdone per Io e mia sorella
- 1989: - Roberto Benigni per Il piccolo diavolo
  - Giancarlo Giannini per 'o Re
  - Carlo Verdone per Compagni di scuola

### Anys 1990-1999
- 1990: - Paolo Villaggio per La voce della luna i Gian Maria Volonté per Porte aperte
  - Massimo Troisi per Che ora è?
  - Sergio Castellitto per Piccoli equivoci
  - Giancarlo Giannini per Il male oscuro
  - Nanni Moretti per Palombella rossa
- 1991: - Nanni Moretti per Il portaborse
  - Diego Abatantuono per Mediterraneo
  - Claudio Amendola per Ultrà
  - Silvio Orlando per Il portaborse
  - Sergio Rubini per La stazione
- 1992: - Carlo Verdone per Maledetto il giorno che t'ho incontrato
  - Gian Maria Volonté per Una storia semplice
  - Enrico Lo Verso per Il ladro di bambini
- 1993: - Sergio Castellitto per Il grande cocomero
  - Carlo Cecchi per Morte di un matematico napoletano
  - Silvio Orlando per Un'altra vita
- 1994: - Giulio Scarpati per Il giudice ragazzino
  - Diego Abatantuono per Per amore, solo per amore
  - Nanni Moretti per Caro diario
  - Silvio Orlando per Sud
- 1995: - Marcello Mastroianni per Sostiene Pereira
  - Fabrizio Bentivoglio per Un eroe borghese
  - Massimo Troisi(pòstum) per Il postino
- 1996: - Giancarlo Giannini per Celluloide
  - Sergio Castellitto per L'uomo delle stelle
  - Ennio Fantastichini per Ferie d'agosto
  - Giancarlo Giannini per Palermo Milano solo andata
- 1997: - Fabrizio Bentivoglio per Testimone a rischio
  - Claudio Amendola per La mia generazione
  - Leonardo Pieraccioni per Il ciclone
  - Sergio Rubini per Nirvana
  - Carlo Verdone per Sono pazzo di Iris Blond
- 1998: - Roberto Benigni per La vita è bella
  - Nanni Moretti per Aprile
  - Silvio Orlando per Auguri professore
- 1999: - Stefano Accorsi per Radiofreccia
  - Silvio Orlando per Fuori dal mondo
  - Antonio Albanese per La fame e la sete

### Anys 2000-2009
- 2000: - Bruno Ganz per Pane e tulipani
  - Stefano Accorsi per Ormai è fatta!
  - Fabrizio Gifuni per Un amore
  - Carlo Verdone per C'era un cinese in coma
- 2001: - Luigi Lo Cascio per I cento passi
  - Stefano Accorsi per L'ultimo bacio
  - Nanni Moretti per La stanza del figlio
- 2002: - Giancarlo Giannini per Ti voglio bene Eugenio
  - Luigi Lo Cascio per Luce dei miei occhi
  - Toni Servillo per L'uomo in più
- 2003: - Massimo Girotti (pòstum) per La finestra di fronte
  - Roberto Benigni per Pinocchio
  - Fabrizio Bentivoglio per Ricordati di me
  - Sergio Castellitto per L'ora di religione
  - Neri Marcorè per Il cuore altrove
  - Fabio Volo per Casomai
- 2004: - Sergio Castellitto per Non ti muovere
  - Giuseppe Battiston per Agata e la tempesta
  - Luigi Lo Cascio per La meglio gioventù
  - Silvio Muccino per Che ne sarà di noi
  - Carlo Verdone per L'amore è eterno finché dura
- 2005: - Toni Servillo per Le conseguenze dell'amore
  - Stefano Accorsi per Provincia meccanica
  - Giorgio Pasotti per Dopo mezzanotte
  - Kim Rossi Stuart per Le chiavi di casa
  - Luca Zingaretti per Alla luce del sole
- 2006: - Silvio Orlando per Il caimano
  - Antonio Albanese per La seconda notte di nozze
  - Fabrizio Bentivoglio per La terra
  - Kim Rossi Stuart per Romanzo criminale
  - Carlo Verdone per Il mio miglior nemico
- 2007: - Elio Germano per Mio fratello è figlio unico
  - Giacomo Rizzo per L'amico di famiglia
  - Vincenzo Amato per Nuovomondo
  - Michele Placido per La sconosciuta
  - Kim Rossi Stuart per Anche libero va bene
- 2008: - Toni Servillo per La ragazza del lago
  - Antonio Albanese per Giorni e nuvole
  - Lando Buzzanca per I Viceré
  - Nanni Moretti per Caos calmo
  - Kim Rossi Stuart per Piano, solo
- 2009: - Toni Servillo per Il divo
  - Luca Argentero per Diverso da chi?
  - Claudio Bisio per Si può fare
  - Valerio Mastandrea per Non pensarci
  - Silvio Orlando per Il papà di Giovanna

### Anya 2010-2019
- 2010: - Valerio Mastandrea per La prima cosa bella
  - Libero De Rienzo per Fortapàsc
  - Antonio Albanese per Questione di cuore
  - Kim Rossi Stuart per Questione di cuore
  - Filippo Timi per Vincere
- 2011: - Elio Germano per La nostra vita
  - Claudio Bisio per Benvenuti al Sud
  - Vinicio Marchioni per 20 sigarette
  - Antonio Albanese per Qualunquemente
  - Kim Rossi Stuart per Vallanzasca - Gli angeli del male
- 2012: - Michel Piccoli per Habemus Papam
  - Elio Germano per Magnifica presenza
  - Marco Giallini per Posti in piedi in paradiso
  - Valerio Mastandrea per Romanzo di una strage
  - Fabrizio Bentivoglio per Scialla! (Stai sereno)
- 2013: - Valerio Mastandrea per Gli equilibristi
  - Aniello Arena per Reality
  - Sergio Castellitto per Una famiglia perfetta
  - Roberto Herlitzka per Il rosso e il blu
  - Luca Marinelli per Tutti i santi giorni
  - Toni Servillo per Viva la libertà
- 2014: - Toni Servillo per La grande bellezza
  - Giuseppe Battiston per Zoran, il mio nipote scemo
  - Fabrizio Bentivoglio per Il capitale umano
  - Carlo Cecchi per Miele
  - Edoardo Leo per Smetto quando voglio
- 2015: - Elio Germano per Il giovane favoloso
  - Fabrizio Ferracane per Anime nere
  - Alessandro Gassmann per Il nome del figlio
  - Riccardo Scamarcio per Nessuno si salva da solo
  - Marco Giallini per Se Dio vuole
- 2016: - Claudio Santamaria per Lo chiamavano Jeeg Robot
  - Luca Marinelli per Non essere cattivo
  - Alessandro Borghi per Non essere cattivo
  - Valerio Mastandrea per Perfetti sconosciuti
  - Marco Giallini per Perfetti sconosciuti
- 2017: - Stefano Accorsi per Veloce come il vento
  - Valerio Mastandrea per Fai bei sogni
  - Michele Riondino per La ragazza del mondo
  - Sergio Rubini per La stoffa dei sogni
  - Toni Servillo per Le confessioni
- 2018: - Renato Carpentieri per La tenerezza
  - Antonio Albanese per Come un gatto in tangenziale
  - Alessandro Borghi per Napoli velata
  - Valerio Mastandrea per The Place
  - Nicola Nocella per Easy - Un viaggio facile facile
- 2019: -Alessandro Borghi per Sulla mia pelle
  - Marcello Fonte per Dogman
  - Riccardo Scamarcio per Euforia
  - Luca Marinelli per Fabrizio De André - Principe libero
  - Toni Servillo per Loro

### Anys 2020-2029
- 2020: 
  - Pierfrancesco Favino - Il traditore
  - Toni Servillo - 5 è il numero perfetto
  - Alessandro Borghi - Il primo re
  - Francesco Di Leva - Il sindaco del rione Sanità
  - Luca Marinelli - Martin Eden

## Actors més premiats
| Número de victòries | Guanyador            | Anys                                     |
| ------------------- | -------------------- | ---------------------------------------- |
| 7                   | Vittorio Gassman     | 1960, 1963, 1965, 1967, 1975, 1979, 1987 |
| 7                   | Alberto Sordi        | 1960, 1961, 1966, 1969, 1972, 1973, 1977 |
| 5                   | Marcello Mastroianni | 1964, 1965, 1986, 1988, 1995             |
| 4                   | Giancarlo Giannini   | 1972, 1984, 1996, 2002                   |
| 4                   | Nino Manfredi        | 1969, 1970, 1974, 1978                   |
| 4                   | Toni Servillo        | 2005, 2008, 2009, 2014                   |
| 3                   | Elio Germano         | 2007, 2011, 2015                         |
| 3                   | Ugo Tognazzi         | 1967, 1971, 1976                         |
| 2                   | Stefano Accorsi      | 1999, 2017                               |
| 2                   | Roberto Benigni      | 1989, 1998                               |
| 2                   | Sergio Castellitto   | 1993, 2004                               |
| 2                   | Adriano Celentano    | 1976, 1980                               |
| 2                   | Valerio Mastandrea   | 2010, 2013                               |
| 2                   | Francesco Nuti       | 1983, 1985                               |
| 2                   | Carlo Verdone        | 1982, 1992                               |
| 2                   | Gian Maria Volonté   | 1970, 1990                               |